# Yên Nghĩa (phường)
Yên Nghĩa là một phường thuộc thành phố Hà Nội, Việt Nam.

## Địa lý
Địa giới hành chính phường Yên Nghĩa:
- Phía Đông tiếp giáp phường Phú Lương, xã Bình Minh
- Phía Tây tiếp giáp xã An Khánh, Hưng Đạo và phường Chương Mỹ
- Phía Nam tiếp giáp phường Chương Mỹ, xã Bình Minh
- Phía Bắc tiếp giáp xã An Khánh, phường Dương Nội

## Lịch sử
Trước đây, Yên Nghĩa là một xã thuộc huyện Hoài Đức.
Ngày 23 tháng 9 năm 2003, Chính phủ ban hành Nghị định 107/2003/NĐ-CP. Theo đó, chuyển toàn bộ 703,26 ha diện tích tự nhiên và 10.917 người của xã Yên Nghĩa về thị xã Hà Đông quản lý.
Ngày 27 tháng 12 năm 2006, xã Yên Nghĩa thuộc thành phố Hà Đông mới thành lập.
Ngày 8 tháng 5 năm 2009, Chính phủ ban hành Nghị quyết 19/NQ-CP. Theo đó, thành lập quận Hà Đông trên cơ sở toàn bộ diện tích, dân số của quận Hà Đông và thành lập phường Yên Nghĩa thuộc quận Hà Đông trên cơ sở toàn bộ diện tích, dân số của xã Yên Nghĩa.
Sau khi thành lập, phường Yên Nghĩa có 692,61 ha diện tích tự nhiên, dân số là 12.924 người.
Ngày 16 tháng 6 năm 2025, Quốc hội Việt Nam quyết định sắp xếp một phần diện tích tự nhiên, quy mô dân số của phường Đồng Mai và phường Yên Nghĩa thành phường mới có tên gọi là phường Yên Nghĩa.

## Cơ sở hạ tầng

### Khu đô thị
- Khu đô thị Đô Nghĩa

### Đường sắt trên cao
Phường Yên Nghĩa là điểm cuối của tuyến đường sắt trên cao Cát Linh - Hà Đông.

### Hệ thống xe buýt
Bến xe Yên Nghĩa có vị trí tại QL6, phường Yên Nghĩa, quận Hà Đông chuyên trách cho các tuyến xe đi các tỉnh phía Bắc.